# Barok (stijlperiode)

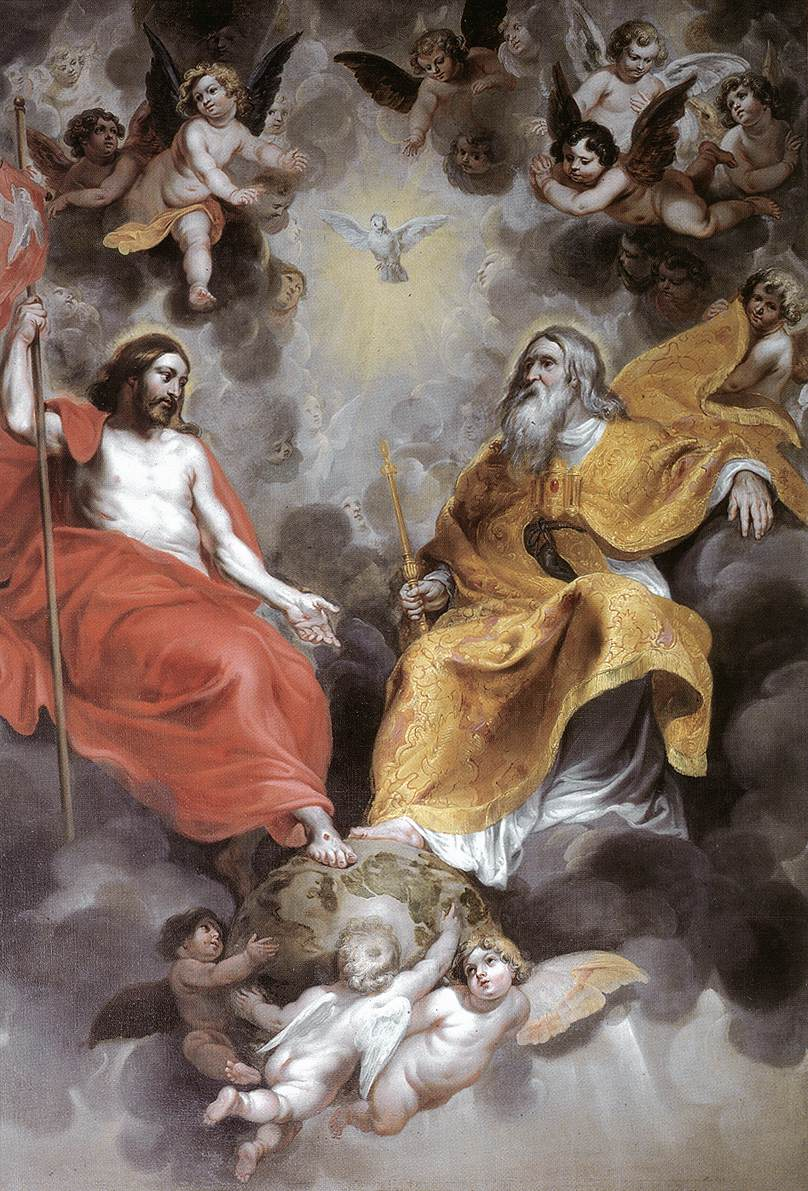
De Heilige Drievuldigheid door Hendrick van Balen

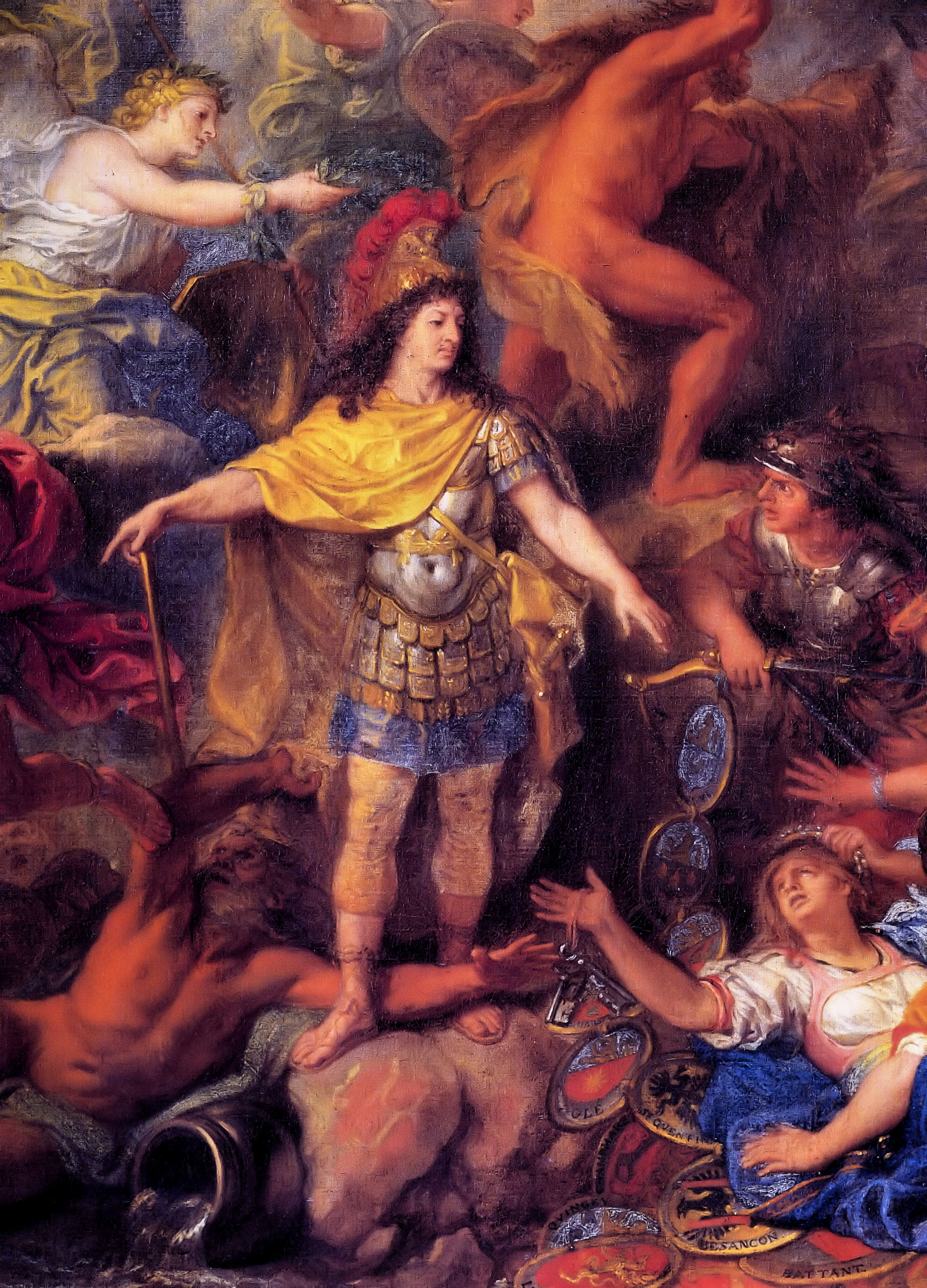
Lodewijk XIV als Apollo door Charles Le Brun

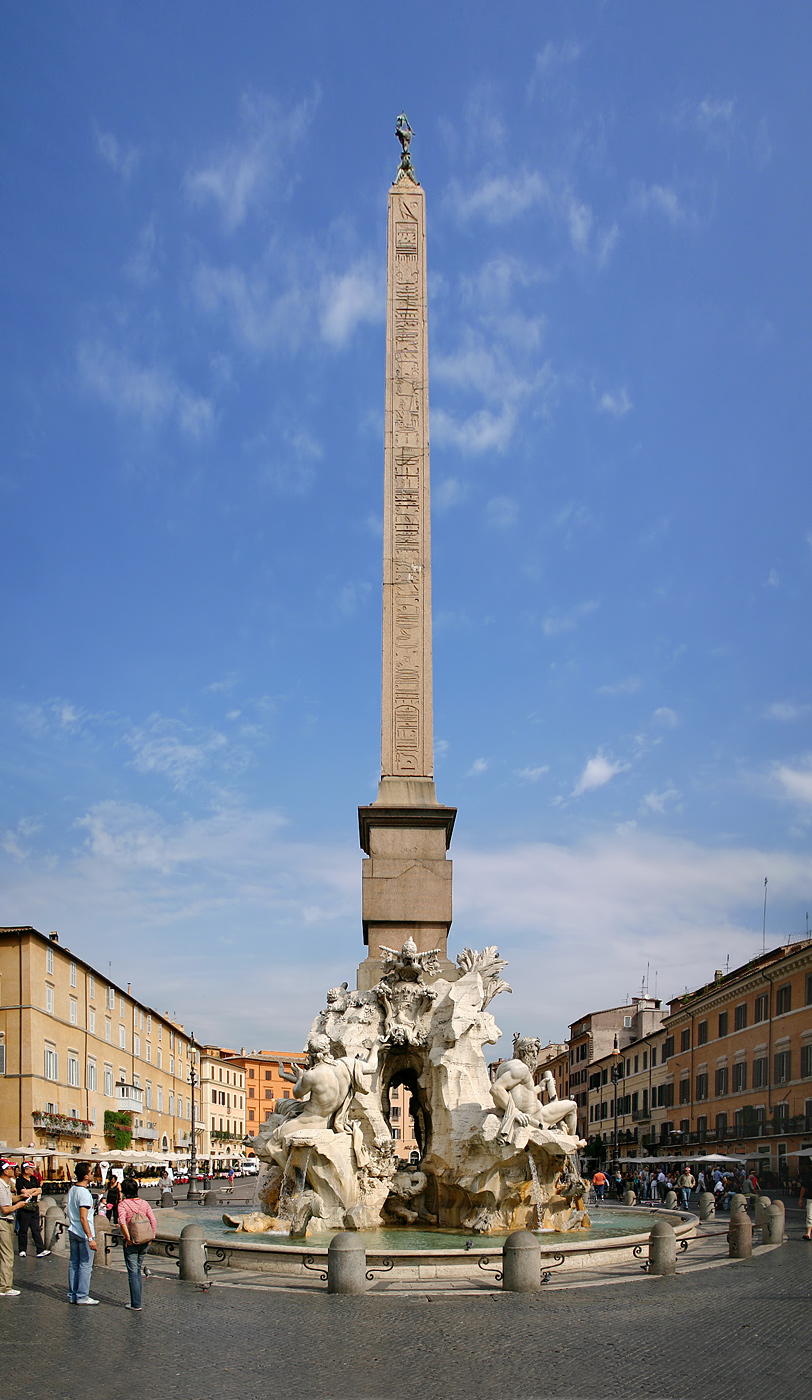
Vierstromenfontein door Gian Lorenzo Bernini in Rome

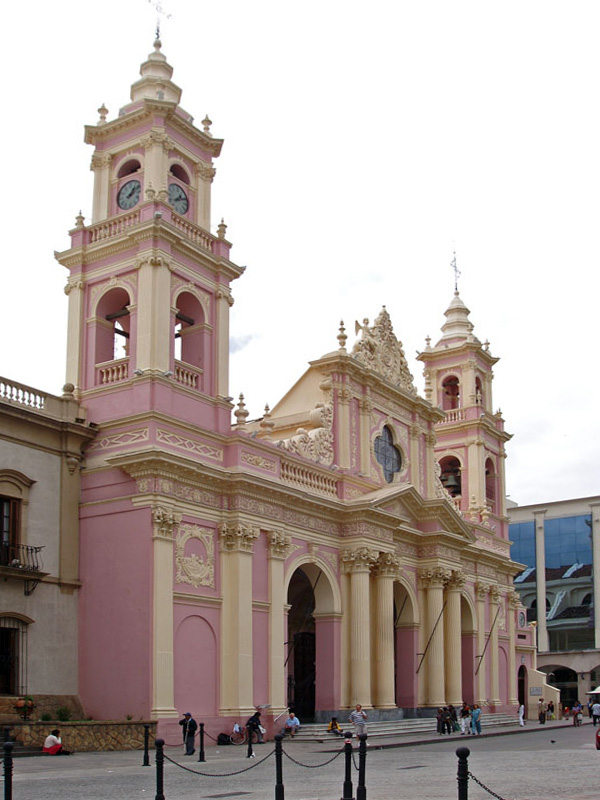
Kathedraal van Salta (Argentinië)

De barok is een Europese stijlperiode die aan het begin van de zeventiende eeuw in het huidige Italië tot ontwikkeling kwam en tot in de eerste helft van de achttiende eeuw voortduurde, en die zich kenmerkt door overdaad van vorm en heftigheid van gevoelsuitdrukking. De barok kwam tot uiting op alle terreinen van de cultuur, zoals architectuur, tuinarchitectuur, schilderkunst, beeldhouwkunst, literatuur en muziek. 
Er wordt een onderscheid gemaakt tussen vroeg-, hoog- en laatbarok. De laatbarok wordt ook wel rococo genoemd.

## Etymologie
Het woord "barok" is afkomstig uit het Frans, waar het "zonderling" of "grotesk" betekende. Oorspronkelijk werd het gebruikt in de uitdrukking perle baroque, wat "onregelmatig gevormde parel" betekent. Dit Franse woord is ontleend aan het Portugese barocco, wat "onregelmatige parel" betekent, en dat woord op zijn beurt stamt af van het Keltische barros, wat "punt", "top" of "steen" betekent. De oorspronkelijke Portugese betekenis was dus "steentje".
Er wordt ook verondersteld dat het uiteindelijk terug te voeren is op het Italiaanse barocco, een term waarmee middeleeuwse filosofen een obstakel in de logica beschreven.
Het woord "barok" was aanvankelijk een vakterm onder juweliers. Later werd het een neerbuigende term om de kunststijl uit de zeventiende en achttiende eeuw te beschrijven, die gedurende het latere classicisme als onregelmatig en overladen werd beschouwd. In de 19e eeuw werd "barok" een algemene term om deze kunstperiode aan te duiden, waarbij de Nederlandse term waarschijnlijk is overgenomen uit het Duits.

## Ontstaan
De barok ontstond aan het eind van de zestiende eeuw in Italië, met name in Rome, als onderdeel van de Contrareformatie. Bij het Concilie van Trente was besloten dat kunst een middel was om Bijbelverhalen aan het volk over te brengen. In tegenstelling tot de renaissance en het maniërisme, wordt minder een ideaalbeeld gegeven. De barok is juist een stijl met meer realisme en dramatische effecten, om de kunst dichter bij de mensen te brengen.

## Kenmerken

### Italië
In Italië wordt de oorsprong van de barok gelegd bij de schilder Caravaggio, die een nieuwe schilderstijl ontwikkelt die zeer realistisch is. Hij gebruikt hierbij grote licht-donker effecten (clair-obscur) om een dramatisch effect te bereiken. Al snel krijgt hij navolging bij schilders in heel Italië, waaronder Guido Reni en Annibale Carracci. In de beeldhouwkunst is Gian Lorenzo Bernini de belangrijkste vernieuwer, die ook begint met het maken van meer dramatische en levensechte beelden. De bouw-en schilderwerken waren gecentraliseerd (het midden van het werk is het belangrijkste).

### Spanje
De Spanjaarden exporteerden deze stijl naar de Nieuwe Wereld waar hij gretig onthaald werd om mensen te bekeren. Met vondsten daar kleedden de Spanjaarden hun kerken aan, een fraai voorbeeld is het Escorial.

### Frankrijk
In Frankrijk raakt de barok aan het Franse hof in de mode. Lodewijk XIV maakte dankbaar gebruik van deze stijl, die hij leerde kennen dankzij kardinaal Mazarin, om zijn absolutistische ideeën kracht bij te zetten. Hij liet het Kasteel van Versailles bouwen. Met barokke kunst en architectuur werd beoogd het publiek te imponeren; de toeschouwer moest zich nietig voelen bij het betreden van het kasteel. De Franse hofstijl is classicistische barok met strenge exterieurs en weelderige interieurs. Voorbeelden zijn de oostfaçade van het Louvre (Claude Perrault,1665) en het paleis van Versailles.
De belangrijke Franse barokschilders, Nicolas Poussin (1594-1665) en Claude Lorrain (1600-1682), werkten allebei in Rome. Poussins academische schildertrant geeft zijn werk een grote mate van ernst en zakelijkheid. Lorrain daarentegen werkt schilderachtig en is vooral lyrisch van aard. Lorrain wordt gezien als de vader van het geïdealiseerde klassieke landschap.

### Nederlanden
In de Zuidelijke Nederlanden, onder rooms-katholiek Spaans bewind, was de grootste meester de schilder Peter Paul Rubens. In Italië bestudeerde hij de meesters van de renaissance en vroege barok. Onder invloed van die Italiaanse kunst ontstond zijn dynamische zinnelijke stijl met weelderige vrouwen en gespierde mannen. Antoon van Dyck is zijn meest begaafde leerling. Als hofschilder maakte hij vooral portretten. In de Noordelijke Nederlanden was de barok vooral de kunst van de burgerij en veel minder uitbundig dan in Zuid-Europa vanwege het protestantisme. Dankzij het bloeiende handelsklimaat in het protestantse deel van de Nederlanden floreerde vooral de schilderkunst en er ontstonden talloze specialismen, zoals: het historiestuk, schutterstuk, stilleven, genrestuk, zeestuk en landschap. Van de talloze Hollandse meesters was Rembrandt van Rijn (1606-1669) het grootste talent. Ook Johannes Vermeer (1632-1675) behoort tot een buitencategorie. In Haarlem was Frans Hals (1583-1666) actief.

## Bouwkunst
De bouwkunst uit de barokperiode wordt gekenmerkt door het gebruik van dieptewerking met perspectieven en door veelvuldig gebruik van ovalen. Verder:
- rijk en weelderig materiaalgebruik;
- tweezijdige symmetrie
- ingewikkelde patronen;
- veelvuldig gebruik van versieringen;
- goddelijke onderwerpen
- gebruik van concaaf en convex.

## Schilderkunst
De schilderkunst tijdens de barok kenmerkt zich door het gebruik van de volgende beeldaspecten:
- extreem realisme;
- dramatische effecten;
- sterke licht/donker contrasten (clair-obscur);
- veel emotie (op gezichten);
- veel vaart en beweging en druk kronkelende figuren;
- berekende dieptebewerking;
- diagonalen;
- lichtbron niet zichtbaar.

## Muziek
Er werd verder gebruikgemaakt van:
- monodie op basis van basso continuo;
- affectenleer als leidraad voor de muzikale expressie;
- harmonisch contrapunt;
- da capo aria en fuga;
- opera's met serieuze thema's uit de Griekse en Romeinse mythologie en oratoria, gebaseerd op Bijbelse verhalen;
- typisch instrumentale vormen, zoals het concerto grosso en de suite, bedoeld voor uitvoering in adellijke kringen;
- diverse nationale dansen, zoals allemande, bourree, gavotte, menuet, sarabande.

## Neobarok

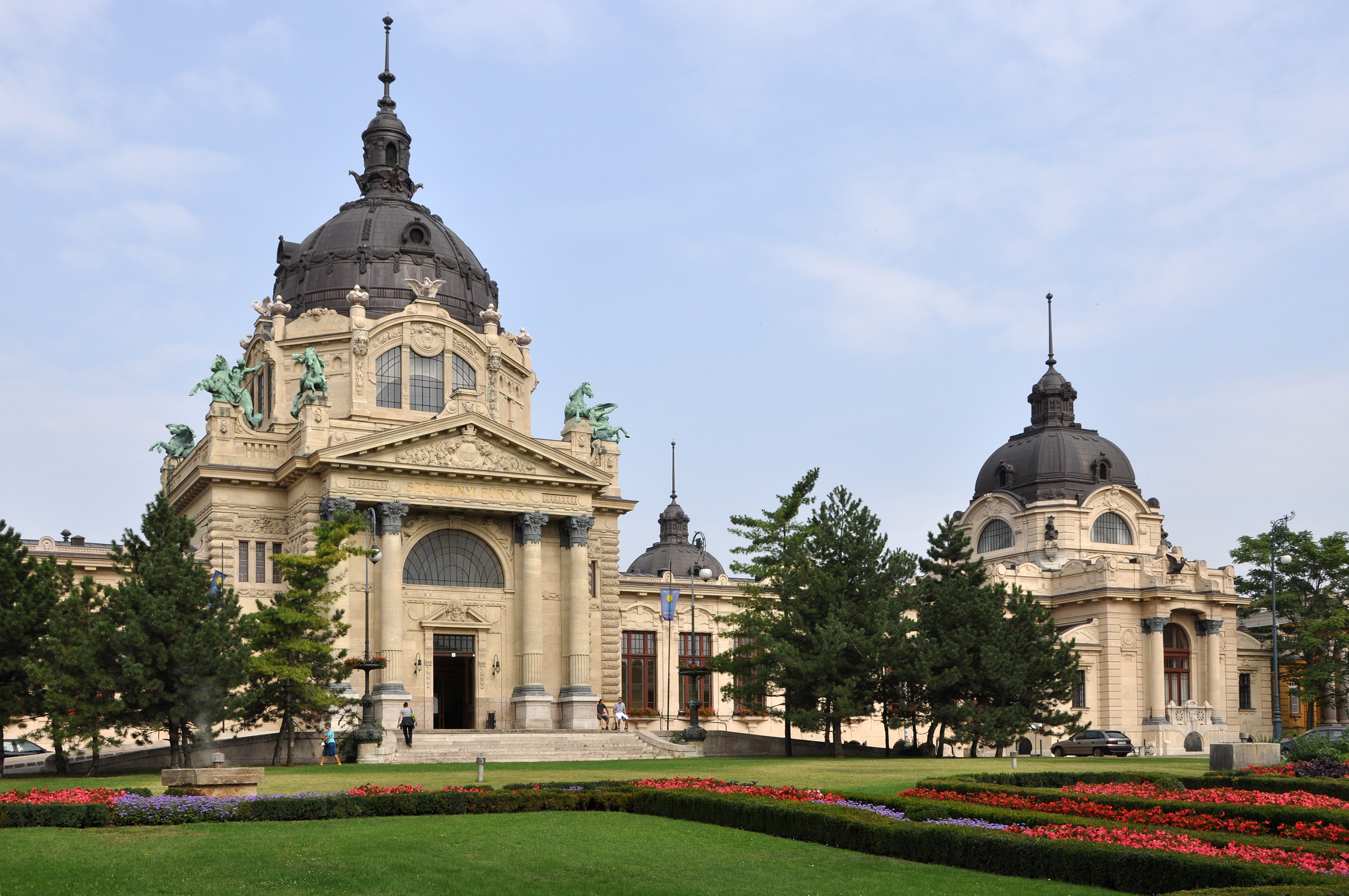
De neobarokke gevel van het Széchenyibad in Boedapest

In de negentiende en twintigste eeuw krijgt de barok opnieuw aandacht en komt een neobarokke stijl op, een voorbeeld van historisme. Misschien wel het bekendste voorbeeld van deze neobarokke stijl is de Opéra Garnier in Parijs. In Nederland is de stijl weinig gebruikt. De architect Sybold van Ravesteyn combineerde barokke elementen onder andere met de nieuwe zakelijkheid.
De term neobarok wordt ook gebruikt voor orgels die (met name vanaf de Tweede Wereldoorlog) onder invloed van Scandinavische orgelbouwers, gebouwd worden in een aan de barok refererende stijl, als reactie op de inferieure fabrieksmatige instrumenten die rond 1900 werden gebouwd.